# Liste der Bodendenkmale in Lingen (Ems)
In der Liste der Bodendenkmale in Lingen sind die Bodendenkmale der niedersächsischen Gemeinde Lingen (Ems) aufgeführt. Die Quelle ist der Denkmalatlas Niedersachsen.
- Bitte beachten Sie, dass diese Liste keinen Anspruch auf Vollständigkeit erhebt.
- Die Angaben ersetzen nicht die rechtsverbindliche Auskunft der zuständigen Denkmalschutzbehörde.
- Es sind nur Daten aus dem Denkmalatlas verarbeitet.
- Der Stand der Liste ist der 28. März 2025.

Lingen im Landkreis Emsland

## Allgemein
In den Spalten finden sich folgende Informationen des Bodendenkmales:
| Lage         | geographische Koordinaten                                                           |
| Bezeichnung  | Bezeichnung lt. Denkmalatlas                                                        |
| Beschreibung | Beschreibung lt. Denkmalatlas                                                       |
| ID           | Objekt-ID                                                                           |
| Bild         | Bild, ggf. zusätzlich mit Link zu weiteren Fotos im Medienarchiv Wikimedia Commons. |

## Altenlingen
| Lage                        | Bezeichnung               | Beschreibung                                                                                                | ID       | Bild |
| --------------------------- | ------------------------- | --- | -------- | ---- |
| 52° 30′ 30″ N, 7° 20′ 20″ O | Altenlingen 1, Grabhügel  | Durchmesser ca. 13,5 m und Höhe ca. 1,2 m. Rund. Im Nordabschnitt eine Beschädigung.                        | 28962073 | BW   |
| 52° 30′ 2″ N, 7° 20′ 32″ O  | Altenlingen 4, Grabhügel  | | 28962075 | BW   |
| 52° 30′ 1″ N, 7° 20′ 32″ O  | Altenlingen 5, Grabhügel  | Durchmesser ca. 8 m und Höhe ca. 0,6 m. Leicht oval.                                                        | 28962076 | BW   |
| 52° 30′ 1″ N, 7° 20′ 32″ O  | Altenlingen 6, Grabhügel  | | 28962077 | BW   |
| 52° 30′ 1″ N, 7° 20′ 34″ O  | Altenlingen 7, Grabhügel  | | 28962079 | BW   |
| 52° 30′ 5″ N, 7° 20′ 36″ O  | Altenlingen 12, Grabhügel | Durchmesser ca. 8 m und Höhe ca. 0,5 m. Annähernd rund. Rand flach auslaufend.                              | 28950170 | BW   |
| 52° 30′ 5″ N, 7° 20′ 36″ O  | Altenlingen 13, Grabhügel | Durchmesser ca. 9 m und Höhe ca. 0,5 m. Annähernd rund. Rand flach auslaufend.                              | 28950171 | BW   |
| 52° 30′ 5″ N, 7° 20′ 37″ O  | Altenlingen 14, Grabhügel | Durchmesser ca. 9 m und Höhe ca. 0,5 m. Annähernd rund. Im östlichen Randbereich von Waldweg angeschnitten. | 28950172 | BW   |
| 52° 29′ 32″ N, 7° 20′ 25″ O | Altenlingen 15, Grabhügel | Durchmesser ca. 22 m und Höhe ca. 1,8 m. Ausgeprägte Gipfelmulde.                                           | 28962081 | BW   |

## Baccum
| Lage                        | Bezeichnung         | Beschreibung | ID       | Bild |
| --------------------------- | ------------------- | --- | -------- | ---- |
| 52° 30′ 9″ N, 7° 23′ 24″ O  | Baccum 1, Grabhügel | Durchmesser ca. 21 m und Höhe ca. 1,4 m. Leicht oval in Ost-West-Richtung. Von Pflanzenfurchen durchzogen. | 28962082 | BW   |
| 52° 30′ 6″ N, 7° 23′ 32″ O  | Baccum 2, Grabhügel | | 28962083 | BW   |
| 52° 30′ 13″ N, 7° 23′ 46″ O | Baccum 5, Grabhügel | Durchmesser ca. 18 m und Höhe ca. 1,7 m. Fast rund. Flache Kuppenmulde. Im Südwestbereich zu ca. ein Viertel abgetragen. Kleine alte Sandentnahmestelle. Mehrere Tierbaue. | 28949720 | BW   |
| 52° 30′ 12″ N, 7° 23′ 31″ O | Baccum 6, Grabhügel | Durchmesser ca. 19 m und Höhe ca. 1,5 m. Rund. Rand abgesetzt, flache Gipfelmulde. Zu ca. dreiviertel abgetragen. | 28949719 | BW   |
| 52° 29′ 54″ N, 7° 24′ 25″ O | Baccum 66, Landwehr | Bestehend aus drei Wällen mit jeweils südlich vorgelagertem Graben, im östlichen Endbereich ist ein vierter Wall mit Graben auf ca. 10 m Länge erhalten. Erhaltene Gesamtlänge 140 m; Gesamtbreite 14 m, im Ostbereich 18 m; Wallsohlbreite jeweils ca. 2,5 – 3 m; Grabenbreite 1,5 – 2 m; Höhe der Wallkrone zur Grabensohle bis 0,8 m. Die Wälle sind im Profil gleichmäßig gewölbt, der südliche Wall ist etwas kleiner als die beiden nördlichen Wälle. In annähernd paralleler Ausrichtung verläuft südlich der Landwehr ein weiterer Wall mit südlich vorgelagertem Graben, der aufgrund seiner Form eindeutig als Parzellen- bzw. Grenzwall anzusprechen ist. | 28949579 | BW   |

## Bramsche
| Lage                        | Bezeichnung                | Beschreibung | ID       | Bild           |
| --------------------------- | -------------------------- | --- | -------- | -------------- |
| 52° 27′ 55″ N, 7° 19′ 46″ O | Bramsche 6, Grabhügel      | Durchmesser ca. 13 m und Höhe ca. 0,3 m. Mit Pflanzungsfurchen überzogen, rund.                                                                                 | 28962182 | BW             |
| 52° 28′ 34″ N, 7° 22′ 25″ O | Bramsche 7, Grabhügel      | Durchmesser ca. 15 m und Höhe ca. 1,2 m. Groß, gleichmäßig rund. Ausgeprägte Gipfelmulde, Südostseite geringfügig bedeckt mit Plaggenaufschüttung und Gestrüpp. | 28949842 | BW             |
| 52° 28′ 33″ N, 7° 22′ 19″ O | Bramsche 8, Grabhügel      | Durchmesser ca. 13 m und Höhe ca. 1,1 m. Groß, gleichmäßig. | 28949843 | BW             |
| 52° 29′ 13″ N, 7° 24′ 25″ O | Bramsche 9, Grabhügel      | Durchmesser ca. 17 m und Höhe ca. 1,2 m. Rund, ausgeprägte Gipfelmulde.                                                                                         | 28962181 | BW             |
| 52° 29′ 11″ N, 7° 22′ 21″ O | Bramsche 11, Großsteingrab | | 28962186 | Weitere Bilder |
| 52° 25′ 25″ N, 7° 22′ 14″ O | Bramsche 12, Großsteingrab | | 28962188 | BW             |

### Bramsche 1
- ID:28962085
- Grabhügelfeld.

| Lage                        | Bezeichnung | Beschreibung                                                                                           | ID       | Bild |
| --------------------------- | ----------- | --- | -------- | ---- |
| 52° 27′ 54″ N, 7° 19′ 34″ O | Bramsche 1  | Durchmesser ca. 16 m und Höhe ca. 1,2 m. Flache Gipfelmulde, rund. Von Weg der Südseite angeschnitten. | 28962084 | BW   |
| 52° 27′ 53″ N, 7° 19′ 34″ O | Bramsche 2  | Durchmesser ca. 18 m und Höhe ca. 1,4 m. Rund. Mit Pflanzungsfurchen überzogen.                        | 28962078 | BW   |
| 52° 27′ 52″ N, 7° 19′ 32″ O | Bramsche 3  | Durchmesser ca. 20 m und Höhe ca. 1,9 m. Mit Pflanzungsfurchen überzogen, rund, flache Gipfelmulde.    | 28962183 | BW   |
| 52° 27′ 51″ N, 7° 19′ 31″ O | Bramsche 4  | Durchmesser ca. 16 m und Höhe ca. 1,4 m. Mit Pflanzungsfurchen überzogen, rund, flache Gipfelmulde.    | 28962184 | BW   |
| 52° 27′ 50″ N, 7° 19′ 32″ O | Bramsche 5  | Durchmesser ca. 15 m und Höhe ca. 1,2 m. Rund, flache Gipfelmulde.                                     | 28962185 | BW   |

## Darme
| Lage                        | Bezeichnung    | Beschreibung | ID       | Bild |
| --------------------------- | -------------- | --- | -------- | ---- |
| 52° 30′ 35″ N, 7° 18′ 15″ O | Darme 5, Deich | | 35527052 | BW   |
| 52° 30′ 43″ N, 7° 18′ 10″ O | Darme 6, Deich | Der Deich verbindet zwei kleine Insel-Terrassen-Reste. Länge 210 m; Breite 4,40 m; Höhe 1,80 m. An der Emsseite fließt ein Bächlein, dass auf seinem anderen Ufer von einem niedrigeren Deich geführt wird. - Teilstück ID: 35527036 | 28962187 | BW   |
| 52° 30′ 52″ N, 7° 18′ 3″ O  | Darme 7, Deich | Die Anlage erstreckt sich nordwestwärts von einem kleinen Insel-Terrassen-Rest über eine Länge von 175 m; sie hat eine Breite von 9,70 m und eine Höhe von 1,10 m; ihr Rücken wird als Feldweg benutzt. - Teilstück ID: 35526579     | 28962191 | BW   |

## Lingen
| Lage                       | Bezeichnung          | Beschreibung           | ID       | Bild |
| -------------------------- | -------------------- | ---------------------- | -------- | ---- |
| 52° 30′ 54″ N, 7° 18′ 9″ O | Lingen 4, Stauanlage | Teilstück ID: 35526557 | 28962192 | BW   |